# Vejen mod nord
Vejen mod nord er en dansk ekspeditionsfilm fra 1948 instrueret af Hagen Hasselbalch, der også skrev filmens manuskript. Se også Danmark bag Polarkredsen fra 1947.

## Handling
Optagelser fra den danske Pearyland-ekspedition, som blev ledet af Eigil Knuth og Ebbe Munck og afsluttedes i september 1947.